# Fajksowa Przełęcz
Fajksowa Przełęcz (słow. Faixova, błędnie Faixova poľana) – bardzo szeroka trawiasta przełęcz położona na wysokości 1480 m n.p.m. w grani głównej Tatr Bielskich na Słowacji.
Przełęcz ta oddziela od siebie kilometrowy Kozi Grzbiet od zachodu oraz Fajksową Czubę, przedostatni szczyt na wschód Tatr. U stóp Fajksowej Przełęczy znajdują się dwie niewielkie doliny: Dolina Sucha Bielska na północy oraz Dolina Huczawy Bielskiej na południu. Południowe zbocza grzbietu, opadające z przełęczy do Doliny Huczawy, to Fajksowa Ubocz.
Przez przełęcz do 1978 r. prowadził szlak Magistrali Tatrzańskiej. Fragment znajdujący się w Tatrach Bielskich został jednak zamknięty, a na terenie grzbietu utworzono rezerwat ścisły. U stóp grani przebiega zielony szlak z Tatrzańskiej Kotliny do Schroniska pod Szarotką (chata Plesnivec) i Doliny Białych Stawów.
Nazwa przełęczy i sąsiedniej Fajksowej Czuby pochodzi od nazwiska Faix, występującego wśród Niemców spiskich.